# Quinn Allman
Quinn Cody Allman (Utah, 18 de enero de 1982), más conocido como Quinn Allman, es un músico estadounidense, conocido por ser el guitarrista de The Used.
Desde pequeño comenzó a formar parte de diferentes bandas, siendo la primera "Hey Santos!". Después, se unió a 'Strange itch' que cambió su nombre a 'Dumb Luck' a los 15 años, con Jeph Howard y Branden Steineckert. Esta banda eventualmente se convirtió a 'Used' (cuando Bert McCracken se unió) y finalmente quedó como The Used. 
Algunas de las influencias más grandes que Quinn aportó a la banda son Face to Face, Goldfinger, Thursday, Kenna, Weezer, Jimmy Eat World y New Transit Direction. Aunque también escucha bandas como The Killers y The Mars Volta.

## Curiosidades
- Es hijo de una familia liberal, conoció a Bert estando en secundaria.
- Antes de que The Used firmara contrato, Quinn tuvo varios trabajos. El primero fue en "Arby's" y el último antes de que la banda se formara, era en un campo de golf.
- A Quinn le apasionan las películas (Yo soy Sam, es una de sus favoritas) la música, y coleccionar viejas bicicletas.
- Escribió la canción "On My Own", y fue quien creó el concepto para el vídeo "All That I've Got".
- Se describe a sí mismo como generoso, vívido, apasionado, creativo e inseguro.
- Durante su adolescencia, era muy tímido, pero a la vez discutía mucho con sus profesores.
- Ya no es vegetariano, es vegano y defiende a los animales. Es miembro activo de PETA.
- Se graduó de la secundaria
- Ha hecho shows completamente desnudo.
- Solía consumir drogas.
- Compartió su cuarto en la casa de sus padres con Bert durante varios años.
- Tiene perforaciones en su ceja y oreja izquierdas, así como una corona tatuada en el estómago. También tiene tatuado un antebrazo.
- Es el gracioso de la banda
- Ha sido arrestado muchas veces (incluyendo una vez por robo y otra por defender a un fan) y ha estado en cárcel
- Solía salir con una estilista llamada Ashley Nicole
- La canción "Blue & Yellow" está escrita en honor a su relación amor/odio con Bert.
- Fue descrito como "El chico loco que se come sus propios mocos y nunca se lava las manos" por Jeph y como un individuo "realmente espiritual y cálido" por Bert.
- A finales del año 2003 fue arrestado afuera del bus de la banda por defender a unos fanes que estaban siendo forzados a irse por policías. El después dijo que al llegar a la prisión de Jacksonsville fue obligado a desnudarse y fue tratado como un criminal "Ni siquiera me dejaron hacer una llamada telefónica. Está mal. Es inhumano."
- Ha producido el trabajo de la banda Evaline, que está de tour con ellos en el Taste of Chaos
- Quinn besó a la novia de Bert, enfrente de él, el 21 de agosto de 2005 en el Taste Of Chaos
- Una de las novias de Quinn se llamó, Fernanda, pero más conocida como Hayley, amiga de Alice. Estuvieron un tiempo juntos a los principios del 2004 y finales del 2005.